# GlobalSecurity.org
GlobalSecurity.org, grundat år 2000, är en organisation och webbsida som inriktar sig på att vara en nyhetskälla  om militärt försvar, utforskning av rymden, underrättelseverksamhet, massförstörelsevapen och nationell säkerhet. Redaktionen är belägen i Alexandria i Virginia i USA. Man beskriver sig själva som "en ledande källa för bakgrundsinformation och att utveckla nyheter" inom områdena ovan.
På sin webbsida erbjuder man nyheter och analyser av vapensystem och försvarsindustrin, samt guider till och kataloger för militära och rymdrelaterade program, föremål och inrättningar. Journalister är den viktigaste målgruppen enligt organisationen. Vem som helst kan läsa upp till åtta artiklar gratis varje månad, varefter man får betala omkring 40 kronor för en månadsprenumeration.